# Inozitol-polifosfatna 5-fosfataza
Inozitol-polifosfatna 5-fosfataza (EC 3.1.3.56, tip I inozitol-polifosfatna fosfataza, inozitol trisfosfatna fosfomonoesteraza, InsP3/Ins(1,3,4,5)P4 5-fosfataza, inozinska trifosfataza, D-mio-inozitol 1,4,5-trifosfat 5-fosfataza, D-mio-inozitol 1,4,5-trisfosfat 5-fosfataza, L-mio-inozitol 1,4,5-trisfosfat-monoesteraza, inozitol fosfat 5-fosfomonoesteraza, inozitol-1,4,5-trisfosfat/1,3,4,5-tetrakisfosfat 5-fosfataza, Ins(1,4,5)P3 5-fosfataza, D-mio-inozitol(1,4,5)/(1,3,4,5)-polifosfat 5-fosfataza, inozitol 1,4,5-trisfosfat fosfataza, inozitol polifosfat-5-fosfataza, mio-inozitol-1,4,5-trisfosfat 5-fosfataza, inozitol-1,4,5-trisfosfat 5-fosfataza) je enzim sa sistematskim imenom 1D-mio-inozitol-1,4,5-trisfosfat 5-fosfohidrolaza. Ovaj enzim katalizuje sledeću hemijsku reakciju
(1) -mio-inozitol 1,4,5-trisfosfat + 2O {\displaystyle \rightleftharpoons } mio-inozitol 1,4-bisfosfat + fosfat
(2) 1-mio-inozitol 1,3,4,5-tetrakisfosfat + 2O {\displaystyle \rightleftharpoons } 1-mio-inozitol 1,3,4-trisfosfat + fosfat
Jedna sisarska izoforma je poznata.

## Spoljašnje veze
- Inositol-polyphosphate+5-phosphatase на 